# Liste der Sieger des Grossen Preises der Schweiz
Diese Liste enthält die Sieger des Grossen Preises der Schweiz beim CSIO Schweiz (Springreiten). Der Grosse Preis ist die Haupt-Einzelprüfung am CSIO Schweiz und steht seit 2002 unter dem Patronat des Hauptsponsors Longines. Er ist mit insgesamt 150'000 € Preisgeld dotiert (Stand 2019).
| Jahr | Nationalität                                     | Sieger                                           | Siegerpferd                                      | Zweiter                                          | Pferd                                            | Dritter                                          | Pferd                                            |
| ---- | ------------------------------------------------ | ------------------------------------------------ | ------------------------------------------------ | ------------------------------------------------ | ------------------------------------------------ | ------------------------------------------------ | ------------------------------------------------ |
| 2022 | SUI                                              | Martin Fuchs                                     | Conner Jei                                       | Wilm Vermeir                                     | IQ van het Steentje                              | Bryan Balsiger                                   | Dubai du Bois Pinchet                            |
| 2021 | EGY                                              | Nayel Nassar                                     | Igor van de Wittemoere                           | Scott Brash                                      | Vincent                                          | Philipp Weishaupt                                | Coby                                             |
| 2020 | (nicht ausgetragen in Folge der Corona-Pandemie) | (nicht ausgetragen in Folge der Corona-Pandemie) | (nicht ausgetragen in Folge der Corona-Pandemie) | (nicht ausgetragen in Folge der Corona-Pandemie) | (nicht ausgetragen in Folge der Corona-Pandemie) | (nicht ausgetragen in Folge der Corona-Pandemie) | (nicht ausgetragen in Folge der Corona-Pandemie) |
| 2019 | SUI                                              | Steve Guerdat                                    | Venard de Cerisy                                 | Arthur Gustavo da Silva                          | Inonstop van't Voorhof                           | Laura Renwick                                    | Dublin V                                         |
| 2018 | POR                                              | Luciana Diniz                                    | Fit for Fun 13                                   | Beat Mändli                                      | Dsarie                                           | Harriet Nuttall                                  | A Touch Imperious                                |
| 2017 | IRL                                              | Bertram Allen                                    | Hector van d'Abdijhoeve                          | Richard Howley                                   | Chinook                                          | Paul Estermann                                   | Lord Pepsi                                       |
| 2016 | GER                                              | Hans-Dieter Dreher                               | Cool and Easy                                    | Lucy Davis                                       | Barron                                           | Janika Sprunger                                  | Bonne Chance CW                                  |
| 2015 | SUI                                              | Romain Duguet                                    | Quorida de Treho                                 | Steve Guerdat                                    | Nino Des Buissonnets                             | Darragh Kenny                                    | Sans Soucis Z                                    |
| 2014 | SUI                                              | Paul Estermann                                   | Castlefield Eclipse                              | Sergio Álvarez Moya                              | Zipper                                           | Fabio Crotta                                     | Rubina VIII                                      |
| 2013 | (nicht ausgetragen)                              | (nicht ausgetragen)                              | (nicht ausgetragen)                              | (nicht ausgetragen)                              | (nicht ausgetragen)                              | (nicht ausgetragen)                              | (nicht ausgetragen)                              |
| 2012 | GER                                              | Marcus Ehning                                    | Plot Blue                                        | Tim Stockdale                                    | Fresh Direct Kalico Bay                          | Christian Ahlmann                                | Codex One                                        |
| 2011 | GBR                                              | Nick Skelton                                     | Carlo                                            | Rich Fellers                                     | Flexible                                         | Christine McCrea                                 | Romantovic Take One                              |
| 2010 | GER                                              | Carsten-Otto Nagel                               | Corradina                                        | Cian O’Connor                                    | K Club Lady                                      | Marc Houtzager                                   | Opium VS                                         |
| 2009 | IRL                                              | Billy Twomey                                     | Je t’aime Flamenco                               | Christina Liebherr                               | L.B. No Mercy                                    | Angelique Hoorn                                  | Blauwendraad’s O’Brien                           |
| 2008 | SUI                                              | Christina Liebherr                               | L.B. No Mercy                                    | Roberto Christofoletti                           | Eurocommerce Las Vegas                           | Ludger Beerbaum                                  | All Inclusive NRW                                |
| 2007 | SUI                                              | Markus Fuchs                                     | Nirmette                                         | Christina Liebherr                               | L.B. No Mercy                                    | Michael Whitaker                                 | Suncal Portofino 63                              |
| 2006 | GBR                                              | Nick Skelton                                     | Arko III                                         | Marcus Ehning                                    | Gitania                                          | Christian Ahlmann                                | Cöster                                           |
| 2005 | GBR                                              | Michael Whitaker                                 | Portofino 63                                     | Ludger Beerbaum                                  | L’Espoir                                         | Meredith Michaels-Beerbaum                       | Shutterfly                                       |
| 2004 | GER                                              | Meredith Michaels-Beerbaum                       | Shutterfly                                       | Lars Nieberg                                     | Adlantus As FRH                                  | Markus Fuchs                                     | Tinka’s Boy                                      |
| 2003 | IRL                                              | Robert Splaine                                   | Coolcorron Cool Diamond                          | Billy Twomey                                     | Luidam                                           | Beat Mändli                                      | L.B. Pozitano                                    |
| 2002 | GER                                              | Marcus Ehning                                    | For Pleasure                                     | Philippe Le Jeune                                | Nabab de Reve                                    | Jos Lansink                                      | Caridor                                          |
| 2001 | GER                                              | Ludger Beerbaum                                  | Gladdys                                          | Lars Nieberg                                     | Esprit                                           | Rodrigo Pessoa                                   | Lianos                                           |
| 2000 | SUI                                              | Markus Fuchs                                     | Tinka’s Boy                                      | Jeroen Dubbeldam                                 | De Sjiem                                         | Luiz Felipe de Azevedo                           | Ralph                                            |
| 1999 | GBR                                              | John Whitaker                                    | Welham                                           | Helena Lundbäck                                  | Mynta                                            | Beat Röthlisberger                               | Ulysse de Thurin                                 |
| 1998 | IRL                                              | Trevor Coyle                                     | Cruising                                         | Beat Röthlisberger                               | Ulysse de Thurin                                 | Helena Lundbäck                                  | Mynta                                            |
| 1997 | GER                                              | Lars Nieberg                                     | For Pleasure                                     | Willi Melliger                                   | Calvaro                                          | Rolf-Göran Bengtsson                             | Paradiso                                         |
| 1996 | SUI                                              | Willi Melliger                                   | Calvaro                                          | Geoff Billington                                 | It’s Otto                                        | John Whitaker                                    | Welham                                           |
| 1995 | IRL                                              | Peter Charles                                    | Laina (EM Einzel-Final)                          | Michael Whitaker                                 | Two Steps                                        | Willi Melliger                                   | Calvaro                                          |
| 1995 | GBR                                              | Michael Whitaker                                 | Midnight Madness (St.Gallen GP)                  | Roger-Yves Bost                                  | Vondeen                                          | Hervé Gordignon                                  | Twist du Valon                                   |
| 1994 | GER                                              | Markus Beerbaum                                  | Poker                                            | Royne Zetterman                                  | Irco Mena                                        | John Popely                                      | Blue Bird                                        |
| 1993 | GBR                                              | Nick Skelton                                     | Dollar Girl                                      | Michael Whitaker                                 | Two Steps                                        | Jan Tops                                         | Top Gun                                          |
| 1992 | FRA                                              | Éric Navet                                       | Roxane de Gruchy                                 | Valerio Sozzi                                    | Pamina                                           | Rudolf Letter                                    | Cartier                                          |
| 1991 | (nicht ausgetragen)                              | (nicht ausgetragen)                              | (nicht ausgetragen)                              | (nicht ausgetragen)                              | (nicht ausgetragen)                              | (nicht ausgetragen)                              | (nicht ausgetragen)                              |
| 1990 | FRA                                              | Éric Navet                                       | Quito de Baussy                                  |                                                  |                                                  |                                                  |                                                  |
| 1989 | FRA                                              | Pierre Durand                                    | Narcotique                                       |                                                  |                                                  |                                                  |                                                  |
| 1988 | NED                                              | Jan Tops                                         | Doreen                                           |                                                  |                                                  |                                                  |                                                  |
| 1987 | USA                                              | Katharine Burdsall                               | The Natural                                      |                                                  |                                                  |                                                  |                                                  |
| 1986 | FRA                                              | Pierre Durand                                    | Jappeloup                                        |                                                  |                                                  |                                                  |                                                  |
| 1985 | GER                                              | Jürgen Kenn                                      | Feuergeist                                       |                                                  |                                                  |                                                  |                                                  |
| 1984 | SUI                                              | Willi Melliger                                   | Van Gogh                                         |                                                  |                                                  |                                                  |                                                  |
| 1983 | ITA                                              | Graziano Mancinelli                              | Gitane B                                         |                                                  |                                                  |                                                  |                                                  |
| 1982 | SUI                                              | Bruno Candrian                                   | Van Gogh                                         |                                                  |                                                  |                                                  |                                                  |
| 1981 | GER                                              | Gerd Wiltfang                                    | Roman                                            |                                                  |                                                  |                                                  |                                                  |
| 1980 | AUT                                              | Hugo Simon                                       | Sorry                                            |                                                  |                                                  |                                                  |                                                  |
| 1979 | FRA                                              | Eric Leroyer                                     | Bayart du Peray                                  |                                                  |                                                  |                                                  |                                                  |
| 1978 | BRA                                              | Nelson Pessoa                                    | Bunny                                            |                                                  |                                                  |                                                  |                                                  |
| 1977 | BEL                                              | Ferdi Tyteca                                     | Ranosme                                          |                                                  |                                                  |                                                  |                                                  |
| 1976 | SUI                                              | Willi Melliger                                   | Rhonas Boy                                       |                                                  |                                                  |                                                  |                                                  |
| 1975 | BEL                                              | Eric Wauters                                     | Pomme d'Api                                      |                                                  |                                                  |                                                  |                                                  |
| 1974 | USA                                              | Robert Ridland                                   | Almost Persuaded                                 |                                                  |                                                  |                                                  |                                                  |
| 1973 | GER                                              | Hendrik Snoek                                    | Rasputin                                         |                                                  |                                                  |                                                  |                                                  |
| 1972 | FRA                                              | Hugo Arrambide                                   | Camelote                                         |                                                  |                                                  |                                                  |                                                  |
| 1971 | ITA                                              | Raimondo D’Inzeo                                 | Fiorello                                         |                                                  |                                                  |                                                  |                                                  |
| 1970 | SUI                                              | Paul Weier                                       | Wildfeuer                                        |                                                  |                                                  |                                                  |                                                  |
| 1969 | ITA                                              | Raimondo D’Inzeo                                 | Bellevue                                         |                                                  |                                                  |                                                  |                                                  |
| 1968 | FRA                                              | Hubert Parot                                     | Garant                                           |                                                  |                                                  |                                                  |                                                  |
| 1966 | USA                                              | Kathryn Kusner                                   | Untouchable                                      |                                                  |                                                  |                                                  |                                                  |
| 1964 | SUI                                              | Hans Möhr                                        | Troll                                            |                                                  |                                                  |                                                  |                                                  |
| 1962 | ITA                                              | Piero D’Inzeo                                    | The Rock                                         |                                                  |                                                  |                                                  |                                                  |
| 1962 | GER                                              | Hans Günter Winkler                              | Romanus                                          |                                                  |                                                  |                                                  |                                                  |
| 1960 | GBR                                              | Pat Smythe                                       | Flanagan                                         |                                                  |                                                  |                                                  |                                                  |
| 1958 | GER                                              | Fritz Thiedemann                                 | Godewind                                         |                                                  |                                                  |                                                  |                                                  |
| 1958 | GER                                              | Hans Günter Winkler                              | Fahnenjunker                                     |                                                  |                                                  |                                                  |                                                  |
| 1956 | BEL                                              | Brigitte Schokaert                               | Muscadin                                         |                                                  |                                                  |                                                  |                                                  |
| 1954 | FRA                                              | Pierre Jonquères d’Oriola                        | Voulette                                         |                                                  |                                                  |                                                  |                                                  |
| 1954 | FRA                                              | Ferdinand Béghin                                 | Vengeur                                          |                                                  |                                                  |                                                  |                                                  |
| 1952 | GBR                                              | Harry Llewellyn                                  | Foxhunter                                        |                                                  |                                                  |                                                  |                                                  |
| 1950 | GBR                                              | Harry Llewellyn                                  | Foxhunter                                        |                                                  |                                                  |                                                  |                                                  |
| 1948 | MEX                                              | Victor Saucedo-Carillo                           | Poblano                                          |                                                  |                                                  |                                                  |                                                  |
| 1947 | ITA                                              | Gerado Conforti                                  | Encomiabile                                      |                                                  |                                                  |                                                  |                                                  |
| 1939 | DAN                                              | Lilian Wittmack                                  | Mister                                           |                                                  |                                                  |                                                  |                                                  |
| 1938 | IRL                                              | John Lewis                                       | Limerick I ace                                   |                                                  |                                                  |                                                  |                                                  |
| 1937 | IRL                                              | Daniel J. Jerry                                  | Red Hugh                                         |                                                  |                                                  |                                                  |                                                  |
| 1936 | FRA                                              | François Durand                                  | Olivette                                         |                                                  |                                                  |                                                  |                                                  |
| 1935 | ITA                                              | Lequio de Assaba                                 | Nereide                                          |                                                  |                                                  |                                                  |                                                  |
| 1934 | FRA                                              | Christian de Castries                            | Wednesey                                         |                                                  |                                                  |                                                  |                                                  |
| 1933 | HUN                                              | Nikolaus Odescalchi                              | Dcvolé                                           |                                                  |                                                  |                                                  |                                                  |
| 1931 | ITA                                              | Alessandro Bettoni Cazzago                       | Aladino                                          |                                                  |                                                  |                                                  |                                                  |
| 1930 | BEL                                              | Baudoin de Brabandères                           | Acrobate                                         |                                                  |                                                  |                                                  |                                                  |
| 1929 | ITA                                              | Giulio Borsarelli                                | Crispa                                           |                                                  |                                                  |                                                  |                                                  |
| 1928 | ITA                                              | Francesco Formigli                               | Montebello                                       |                                                  |                                                  |                                                  |                                                  |
| 1927 | FRA                                              | Camile de Montergon                              | Barnes                                           |                                                  |                                                  |                                                  |                                                  |
| 1926 | FRA                                              | Jean Gailly de Taurines                          | Vermouth                                         |                                                  |                                                  |                                                  |                                                  |
| 1925 | BEL                                              | Joseph Laame                                     | Biscuit                                          |                                                  |                                                  |                                                  |                                                  |
| 1924 | POL                                              | Adam Królikiewicz                                | Picador                                          |                                                  |                                                  |                                                  |                                                  |
| 1914 | ITA                                              | Leone Tappi                                      | Don Brasilio                                     |                                                  |                                                  |                                                  |                                                  |
| 1913 | FRA                                              | Henri Leclerc                                    | Psyché                                           |                                                  |                                                  |                                                  |                                                  |
| 1912 | FRA                                              | René Richard                                     | Erion                                            |                                                  |                                                  |                                                  |                                                  |
| 1911 | FRA                                              | Henri Leclerc                                    | Blue Moon                                        |                                                  |                                                  |                                                  |                                                  |
| 1910 | FRA                                              | Guy de Vaucelles                                 | Pink Paper                                       |                                                  |                                                  |                                                  |                                                  |
| 1909 | ITA                                              | Prinz Capece Zurlo                               | St. Hubert II                                    |                                                  |                                                  |                                                  |                                                  |